# Zeleni škrat
Zeleni škrat je izmišljena osebnost, stripovski superzlobnež, ki se pojavlja v stripih ameriške založbe Marvel. Ustvarila sta ga risarja Stan Lee in Steve Ditko, prvič pa se je pojavil v stripu The Amazing Spider-Man #14 (julij 1964). Prva in najbolj znana inkarnacija Zelenega škrata je Norman Osborn, ki velja za enega od glavnih sovražnikov superjunaka Spider-Mana. Pozneje je bil v vlogi Zelenega škrata tudi Normanov sin, Harry Osborn. Zeleni škrat je prikazan kot kriminalni načrtovalec, ki uporablja opremo na temo noči čarovnic, vključno z granatam podobne bučne bombe, kot britev ostra rezila v obliki netopirja in leteče jadralno letalo, da terorizira New York City.
Norman in Harry sta se pojavila v filmih Spider-Man, Spider-Man 2 in Spider-Man 3, kjer sta ju upodobila igralca Willem Dafoe in James Franco, oba lika sta se pojavila tudi v filmu Neverjetni Spider-Man 2, kjer sta ju upodobila igralca Chris Cooper in Dane DeHaan. Norman se je pozneje ponovno pojavil v filmu Spider-Man: Ni poti domov, kjer ga je ponovno upodobil Dafoe.